# Cerkiew św. Mikołaja w Whitestone
Cerkiew św. Mikołaja – parafialna cerkiew prawosławna w Whitestone.
Pierwsza cerkiew w Whitestone została wzniesiona w 1919 dla istniejącej od trzech lat parafii. Autorem jej projektu był William Keblish, natomiast nadzór nad pracami budowlanymi, wykonywanymi w dużej mierze przez samych członków parafii, sprawowali architekt oraz Stephan Tichansky. Obiekt sfinansowali sami parafianie z dobrowolnych składek. W 1920 gotową cerkiew poświęcił biskup Aleutów i całej Ameryki Aleksander (Niemołowski). Do 1929 parafianie wykonali również jej wystrój wewnętrzny (ikony, freski) według projektu Basila Pigushina.
W 1966 w parafii uformował się komitet budowy nowej świątyni. Autorem jej projektu był Sergey Padukov. W roku następnym parafia otrzymała zezwolenie na budowę cerkwi. Łączny koszt jej wzniesienia wyniósł 350 tys. dolarów. 22 grudnia 1968 metropolita całej Ameryki i Kanady Ireneusz (Bekisz) poświęcił kamień węgielny położony pod nowy budynek sakralny. Pierwszą Świętą Liturgię w niewykończonym jeszcze obiekcie odprawił 1 czerwca 1969 proboszcz parafii Nicholas Yuschak. Budynek starej cerkwi planowano przekazać parafii w Flushing, jednak ostatecznie z powodu problemów z transportem musiał on zostać rozebrany. 22 czerwca 1970 metropolita Ireneusz dokonał poświęcenia gotowej już świątyni. W 1988 dokonano wymiany ikonostasu w cerkwi – do tej pory używano konstrukcji wykonanej w 1919, jako tymczasowej. Stary ikonostas został podarowany jednej z placówek misyjnych Kościoła Prawosławnego w Ameryce na Hawajach.